# Parque Nacional do Monte Roraima
Der Parque Nacional do Monte Roraima (dt.: „Roraima-Nationalpark“, en.: Mount Roraima National Park) ist ein Nationalpark im Bundesstaat Roraima im Norden Brasiliens.
Der Park umfasst die brasilianischen Teile des namengebenden Roraima-Tepui, sowie weitere Berge entlang der Grenze zu Venezuela und Guyana, und eine vielfältige Naturlandschaft mit tropischem Regenwald und Savannenlandschaften.
Der Park liegt vollständig im Indigenen-Territorium Raposa Serra do Sol und hat die doppelte Funktion, die Umwelt zu schützen und die verfassungsmäßigen Rechte der indigenen Bevölkerung zu unterstützen.

## Geographie
Der Nationalpark erstreckt sich über Gebiete der Verwaltungseinheit Uiramutã im Bundesstaat Roraima an der nördlichsten Spitze Brasiliens. Er umfasst ca. 116747,80 ha. und umfasst einen Teil des Einzugsgebiets des Rio Cotingo, wo Pläne für ein Wasserkraftwerk bestehen. Das Gebiet bietet ein hohes Potenzial für Bergbau, Landwirtschaft, Viehzucht und Ökotourismus und ist daher von Spannungen zwischen der starken indianischen Bevölkerung und den Viehzüchtern und Siedlern geprägt.
Auch ein Teil des Pacaraima-Gebirges, welches Brasilien von Venezuela und Guyana trennt, gehört zum Parkgebiet. Der Park selbst ist nach dem Berg Roraima benannt, dem höchsten der Tepui-Berge mit fast 3000 m und einem der höchsten der Pacaraima-Kette. Der Berg ist ein Tafelberg. Auf seiner Höhe befindet sich ein Denkmal, der Marco da Triplice Fronteira, wo die Grenzen von Venezuela, Guyana und Brasilien aufeinandertreffen.
Die Höhenstufen im Parkgebiet reichen von 920 m bis 2780 m. Die Berge sind typischerweise große, flache Tafelberge, die von steilen und teilweise kahlen Klippen gesäumt sind, die von breiten, von Schluchten durchzogenen Pedimenten umgeben sind, die in die tiefer gelegenen Reliefs der Pacaraima-Bergkette übergehen. Die Bergkette Serra do Sol im Südosten erreicht Höhen bis zu 2400 m.
Im Park entspringen die nördlichsten Flüsse, die nach Süden in das Becken des Rio Branco fließen. Dazu gehören der Rio Cotingo mit seinen Quellen am Fuße des Roraima-Bergs, der Rio Panari im äußersten Norden südlich der Caburaí-Berge, der Rio Maú (Ireng), der die Grenze zwischen Brasilien und Guyana bildet, und der Rio Uailan in der Nähe der Uailan-Berge. Die Flüsse Cotingo und Maú haben durchgehende Abschnitte mit Stromschnellen und Wasserfällen, darunter den spektakulären Wasserfall Garã Garã am Maú.

## Natur
Der Parque Nacional do Monte Roraima ist Teil des Amazonas-Bioms mit weiten Teilen von Amazonas-Regenwald, aber auch Savanne, Bergregen- und Bergnebelwäldern und anderen Biotopen.
Die Temperaturen reichen von 2° bis 18° C mit einem Durchschnitt von 10° C. Die durchschnittliche jährliche Regenmenge liegt bei 1900 mm. 9900 ha der Fläche besteht aus Savanne, 8,7 % der Gesamtfläche.
Außerdem findet sich Wald, Buschwald, Park- und Grasland,
sowie auf den Bergplateaus Gebirgs-Ökosysteme. Es gibt eine unüberschaubare Zahl von endemischen Arten, die sich an die extremen Bedingungen auf den Bergen angepasst haben mit Temperaturschwankungen zwischen 4° und 25° C im Verlauf von 24 Stunden.

## Verwaltung

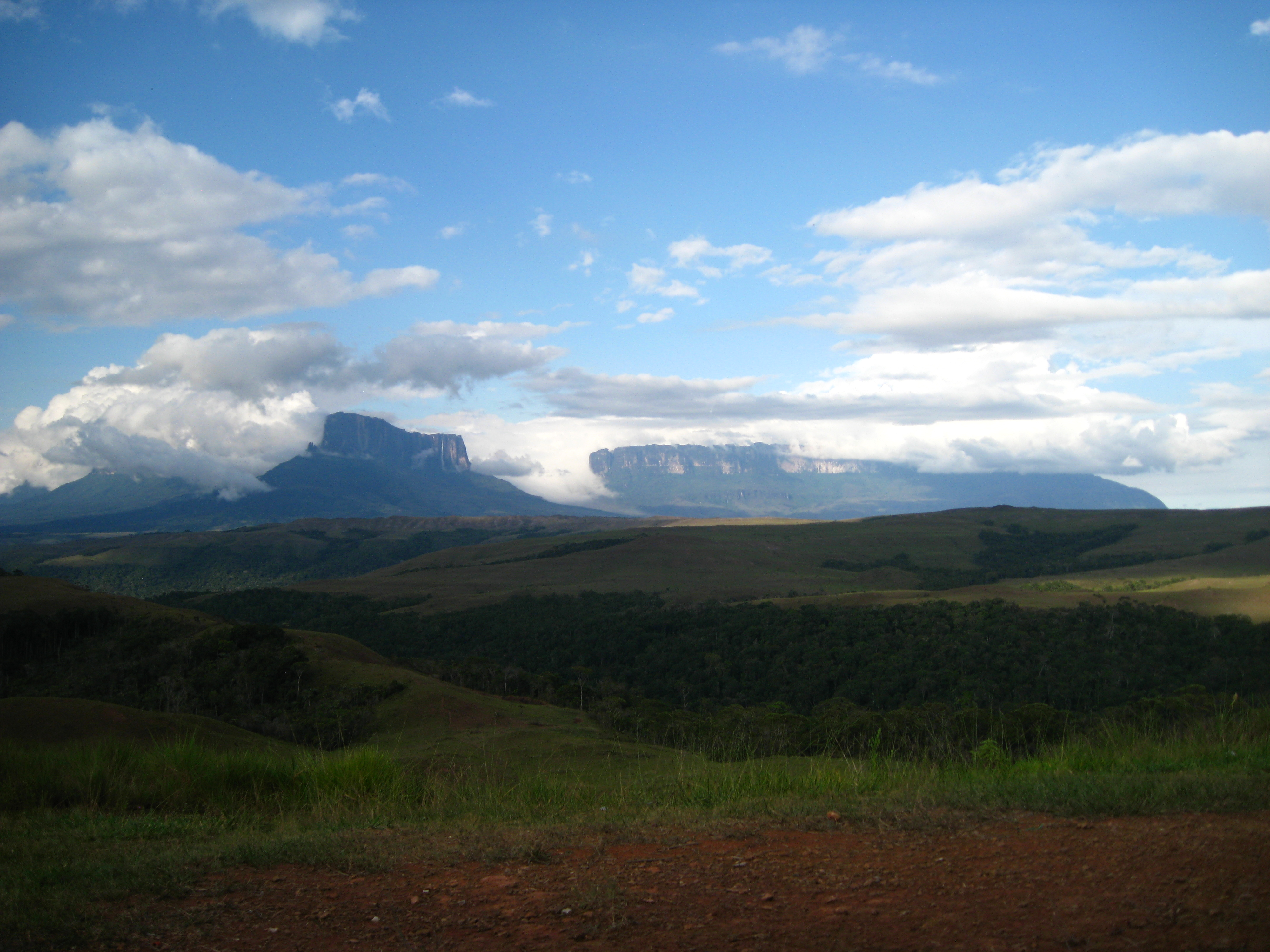
Plateau und Berge im Nationalpark

Monte Roraima National Park wurde per Dekret 97.887 vom 28. Juni 1989 gegründet und wird vom  Instituto Chico Mendes de Conservação da Biodiversidade (ICMBio, Chico Mendes Institute for Biodiversity Conservation) verwaltet. Er ist als Schutzgebiet der Kategorie II (Nationalpark) eingestuft.
Ziele sind die Erhaltung natürlicher Ökosysteme von großer ökologischer Bedeutung und landschaftlicher Schönheit sowie die Ermöglichung wissenschaftlicher Forschung, Umweltbildung und -interpretation, Erholung im Kontakt mit der Natur und ökologischer Tourismus. Bereits 1990 hatten die Länder, die am Amazonas-Kooperationsvertrag teilnehmen, empfohlen, den venezolanischen Nationalpark Canaima nach Süden auszudehnen, um ihn mit dem Roraima-Nationalpark zu verbinden und Tourismus, Forschung und Naturschutz koordiniert zu verwalten.
Der Managementplan wurde im Mai 2000 fertiggestellt. Wegen Geldmangels existierte der Park nur auf dem Papier, bis die Vereinten Nationen 2001 Geld für die Einrichtung und Verwaltung von Parks in Brasilien bereitstellten. Die indigene Bevölkerung machte sich Sorgen, als das Instituto Brasileiro do Meio Ambiente e dos Recursos Naturais Renováveis (IBAMA) mit der Umsetzung des Managementplans begann.
Dieser beinhaltete den Bau eines Hauptgebäudes und die mögliche Umsiedlung der indigenen Völker der Ingarikó und Macushi aus dem Park. Diese Menschen hatten das Gebiet viele Jahre lang für die Jagd, die Landwirtschaft und ihre religiösen Praktiken genutzt. Der Konflikt war schwer zu lösen, da die Aufhebung der Geheimhaltung (de-gazetting) des Parks und die Erlaubnis für die indigene Bevölkerung den Park zu nutzen eine umfassende Gesetzesänderung erforderlich gemacht hätte.
Aufgrund von Landstreitigkeiten und der Bewegung zur Schaffung des indigenen Territoriums Raposa Serra do Sol wurde der Managementplan nicht von ICMBio ratifiziert. Ab 2002 arbeiteten Techniker von IBAMA mit den Ingarikó in dem Gebiet. Am 15. April 2005 wurde das Gebiet vollständig der Fundação Nacional do Índio (FUNAI: Nationale Indianerstiftung) zugewiesen, und zwar durch das von der Bundesregierung geschaffene Rechtsinstrument der „dual affectation“ mit der Anerkennung des indigenen Territoriums Raposa Serra do Sol.
Mit dem Dekret vom 15. April 2005 wurden die Grenzen des indigenen Territoriums Raposa Serra do Sol ratifiziert und der Nationalpark Monte Roraima zum öffentlichen Eigentum der Union erklärt, mit der Aufgabe, sowohl die verfassungsmäßigen Rechte der Indianer zu wahren als auch die Umwelt zu schützen.